# Branco van den Boomen
Branco van den Boomen (* 21. Juli 1995 in Veldhoven) ist ein niederländischer Fußballspieler. Er steht seit Sommer 2023 bei Ajax Amsterdam unter Vertrag und ist ein ehemaliger Junioren-Nationalspieler.

## Karriere
Branco van den Boomen ist ein 1,89 Meter großer Mittelfeldspieler und Rechtsfüßer, er spielt primär im zentralen Mittelfeld als Achter. Gemäß der Website 2023 von Ligue 1 sei die Spielweise von ihm ruhig, aber effektiv und verbringt während der Fußballspiele nicht nur statisch im zentralen Mittelfeld, sondern dynamisch auch in weiten Räumen des Fußballfeldes. Womit er auch in der Offensive durch seine passspielerischen Vorarbeiten fußballerische Schussaktionen fördert. Sein Mannschaftskollege Stijn Spierings aus Toulouse-Zeiten lobte seine spielerische(n) Übersicht und Qualitäten auf dem Fußballfeld.

### Vereine
Er kam 1995 in der niederländischen Mittelstadt Veldhoven der Provinz Noord-Brabant zur Welt und begann dort mit dem Vereinsfußball bei RKVVO Veldhoven. 2004 wechselte er während seiner mittleren Kindheit innerhalb der niederländischen Provinz zur kooperativen Fußball-Jugendabteilung Regionale Jeugdopleiding Willem II/RKC von den Vereinen Willem II Tilburg und RKC Waalwijk. Im Teenageralter wechselte van den Boomen 2011 in die Nachwuchsakademie von Ajax Amsterdam. Mit Ajax A-Junioren nahm er an NextGen Series 2012/13 und UEFA Youth League 2013/14 teil.

#### Profi-Anfänge
Seine Profikarriere begann er bei der U23-Mannschaft von Ajax, auch Jong Ajax genannt. Seinen ersten Profieinsatz absolvierte er mit 18 Jahren in der zweithöchsten Ligaspielklasse der Niederlande in Eerste Divisie 2013/14, indem van den Boomen am 11. November 2013 gegen BV De Graafschap eingewechselt wurde. Zur Folgesaison wechselte er erstmals zum Ligakonkurrenten und Aufstiegsaspiranten FC Eindhoven. Dort spielte van den Boomen als etablierter Stammspieler mit seiner Mannschaft, um den Aufstieg in die erstklassige Eredivisie und scheiterten im Mai 2015 in der Relegation. Trotz der Umstände stieg er karrieretechnisch auf und wechselte zur Saison 2015/16 zum niederländischen Erstligisten SC Heerenveen. Bei der Heerenveener Profimannschaft vertrat van den Boomen mehrere Rollen als Startelf-, Einwechsel- und Ergänzungsspieler, nebenbei kam er auch in der U21-Mannschaft zum Einsatz in der niederländischen Reserveliga.
Nach Saisonbeginn 2016/17 kehrte van den Boomen im August 2016 in die Provinz Noord-Brabant zurück und wechselte auf Leihbasis für eine Saison zum Ligakonkurrenten und Relegationssieger Willem II Tilburg. Anfänglich war er Stammspieler bis in den September 2016, danach fungierte er als Ergänzungsspieler und kam zu vereinzelten sporadischen Einsätzen als Einwechselspieler. Mit den Tilburgern spielte van den Boomen, um den Klassenerhalt in Eredivisie und absolvierten dies erfolgreich. Wie beim Vorverein kam er in Tilburg, nebenbei auch in deren U21-Mannschaft zum Einsatz in der niederländischen Reserveliga. Nach Leihende wurde die Zusammenarbeit, sowohl mit den Tilburgern und Heerenveenern nicht fortgesetzt.

#### Rückkehr in die Zweitklassigkeit
Er verblieb in der Provinz Noord-Brabant und wechselte zur Saison 2017/18 ablösefrei in seiner Karriere erneut zum Zweitligisten FC Eindhoven. Bei den Eindhovenern wurde van den Boomen auf Anhieb zum Mannschaftskapitän ernannt und führte dieses Amt größtenteils bis zu seinem Weggang im August 2019 fort. Er wechselte nach Saisonbeginn 2019/20 zum Ligakonkurrenten und Absteiger BV De Graafschap. Er trug als Stammspieler und mit seinen erzielten Toren zu vereinzelten Punktgewinnen bei. Mit seiner Mannschaft qualifizierte er sich als Staffelgewinner für die Aufstiegs-Play-offs, aber aufgrund der COVID-19-Pandemie wurde die Spielsaison frühzeitig abgebrochen und die Aufstiegsregelung ausgesetzt.

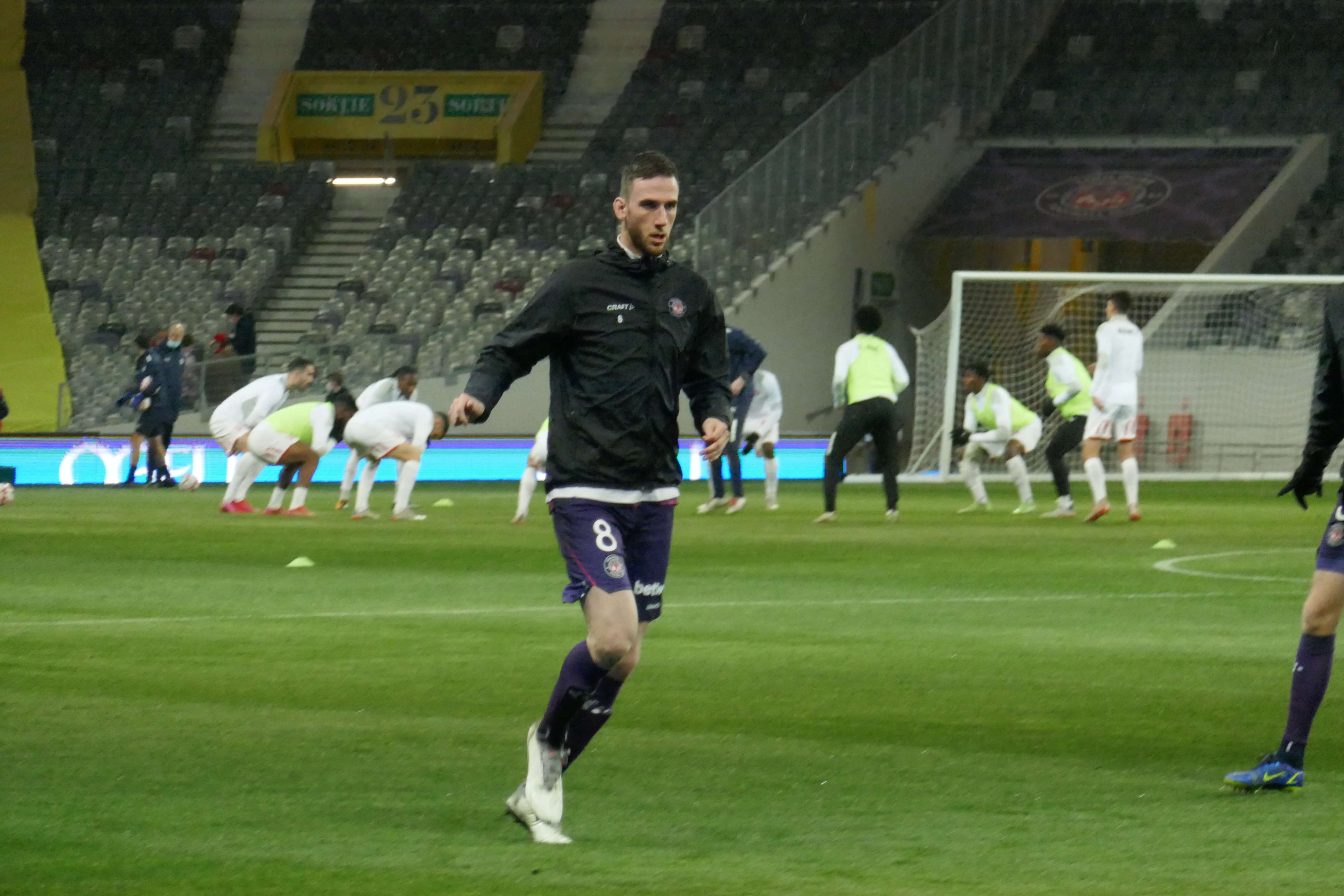
Branco van den Boomen beim Aufwärmen (Januar 2022)

Im August 2020 wechselte van den Boomen zur Saison 2020/21 zum französischen Zweitligisten und Absteiger FC Toulouse. In seiner ersten Saison für die Toulouser etablierte er sich auf Anhieb als Stammspieler und erreichte mit der Mannschaft die Aufstiegs-Relegation. Dort drangen sie bis ins Finale ein und verpassten den Aufstieg, aufgrund der Auswärtstorregel gegen FC Nantes. In der Folgesaison avancierte van den Boomen beim zweiten Aufstiegsversuch seit dem Abstieg 2020 seines Vereines zum offensiven Leistungsträger der Mannschaft und trug seinem Verein zum direkten Aufstieg als Ligue-2-Meister in Ligue 1 entscheidend bei. Zum Saisonende 2021/22 war van den Boomen in der Liga mit 12 Toren und 21 Torvorlagen bester Torvorlagengeber und Scorer der Ligue-2-Saison, wofür er für seine Leistungen von Union Nationale des Footballeurs Professionnels viermal ausgezeichnet wurde.

#### Rückkehr in die Erstklassigkeit
In der Saison 2022/23 führte van den Boomen als Leistungsträger und als temporärer Mannschaftskapitän seine Aufsteiger-Mannschaft vorzeitig zum Klassenerhalt am viertletzten Liga-Spieltag. In der Ligue 1 gehörte er zum Saisonende 2022/23 zu den zehnt-meisten bzw. -erfolgreichsten Torvorlagengebern, Strafstoß-, Eckstoßschützen, wichtigsten/raumgewinnenden Pass-, Steilpass-, Flankengebern und fußballerischen Schusserzeugern der Ligasaison an. Neben dem französischen Ligawettbewerb erreichten sie das Finale des französischen Pokalwettbewerbs, wobei van den Boomen erneut zu den offensiven Leistungsträgern der Mannschaft angehörte nach Scorerpunkten. Ab dem Pokal-Achtelfinale bis zum Pokalsieg 2023 trug er regelmäßig in jedem Pokalspiel eine Torvorlage bei und gewann das Pokalfinale mit seinen Mannschaftskollegen im April 2023 mit 5:1 gegen FC Nantes. Er hatte maßgeblichen Anteil am Pokalsieg mit den meisten Torvorlagen der französischen Pokalsaison, unter anderem gab er die Torvorlage per Eckstoß zur 1:0-Pokalfinalführung und leitete später per Freistoß auch die zwischenzeitliche 2:0-Pokalfinalführung ein.
Bereits vor der französischen Liga-Saisonende 2022/23 wurde im Mai 2023 bekannt, dass er seinen im Juni auslaufenden Vertrag bei FC Toulouse nicht verlängert, sondern zu Anfang Juli 2023 ablösefrei zum niederländischen Rekordmeister Ajax Amsterdam wechselt und diesmal zur ersten Profimannschaft.

### Nationalmannschaft
Branco van den Boomen durchlief zwischen März 2010 und Oktober 2014 die niederländischen Nachwuchs-Nationalmannschaften von der U15 bis U20 und nahm unter anderem an der U17-Europameisterschaft 2012 in Slowenien teil. Dort fungierte er als Einwechselspieler und kam zu zwei Turnierspieleinsätzen, unter anderem im Turnierfinale gegen U17 Deutschlands zum Einsatz und gewann mit seiner Mannschaft im Elfmeterschießen das U17-Turnier.

## Erfolge
- Niederländische U17-Junioren
  - U17-Europameister: 2012

- Ajax Amsterdam Juniorenmannschaften
  - Niederländischer U17-Juniorenmeister: 2012[1]
  - Niederländischer U19-Juniorenmeister: 2014[14]

- FC Eindhoven
  - Eerste Divisie: Vizemeister 2015[14]

- SC Heerenveen U21
  - Niederländischer Meister der Reserve-Liga: 2016[15]

- FC Toulouse
  - Aufstieg in die Ligue 1 als Meister der Ligue 2 ( ▲): 2022
  - Französischer Pokalsieger: 2023[14]

## Auszeichnungen und Bestleistungen
- Eerste Divisie
  - Bester Torvorlagengeber: 2018/19 mit 15 Torvorlagen[7]

- Trophées UNFP du football (UNFP)
  - Spieler des Monats der Ligue 2: Februar, März 2022
  - Spieler der Ligue-2-Saison: 2021/22
  - Mannschaft der Ligue-2-Saison: 2021/22[8]

- Ligue 2
  - Bester Torvorlagengeber: 2021/22 mit 21 Torvorlagen
  - Bester Scorer: 2021/22 mit 33 Scorerpunkten
  - Erfolgreichster Strafstoßtorschütze: 2021/22 mit 5 Strafstoßtoren
  - Meiste Flanken: 2021/22 mit 316 Flanken[7]

- Coupe de France
  - Meiste Flanken: 2022/23 mit 31 Flanken
  - Bester Torvorlagengeber: 2022/23 mit 5 Torvorlagen[11]

- Ligue 1
  - Meiste raumgewinnende Pässe: 2022/23 mit 321 raumgewinnenden Pässen
  - Meiste Eckstöße: 2022/23 mit 169 Eckstößen
  - Meiste Flanken: 2022/23 mit 282 Flanken[7]